# Dibernardia poecilopogon
Dibernardia poecilopogon — вид змій родини полозових (Colubridae). Мешкає в Південній Америці.

## Поширення і екологія
Dibernardia poecilopogon мешкають на півдні Бразилії, в штаті Ріу-Гранді-ду-Сул, в Уругваї та на північному сході Аргентини. Вони живуть в сухих тропічних лісах, пальмових гаях, на луках і в чагарникових заростях. Живляться амфібіями.